# 肝硬化

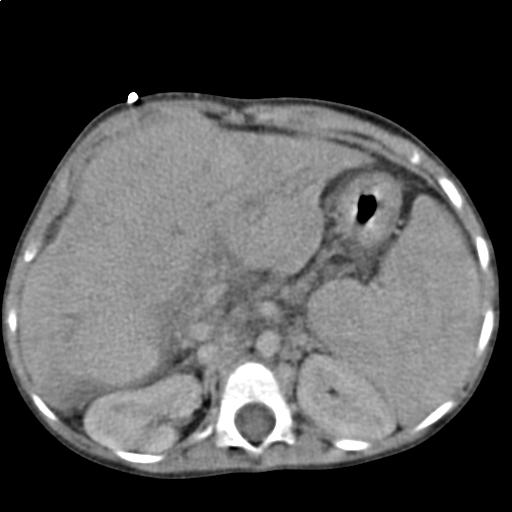
電腦斷層掃描顯示的肝硬化

肝硬化（英語：Cirrhosis）指的是肝臟因長期受到傷害，導致最後無法正常運作。肝硬化是漫長的過程，在早期通常沒有症狀，隨著疾病的發展，患者可能開始感到容易疲倦、虛弱、下肢水腫、皮膚泛黃、容易瘀青、產生腹水、或是在皮膚上見到如蜘蛛般延展的血管等等。腹水一旦發生就可能發生自發性細菌性腹膜炎。其他與肝硬化相關的疾病與症狀還有肝性腦病變、由於曲張的食道靜脈破裂而造成的吐血、肝腎症候群、以及肝癌等。肝腦病變可能造成患者意識混亂甚至陷入昏迷。
肝硬化最常見的原因包括酒精、B型肝炎、C型肝炎、以及非酒精性脂肪性肝炎等。一般而言，連續數年每日飲酒超過2－3杯，就可能會造成肝硬化，而非酒精性脂肪肝則有許多原因，包括：體重過重、糖尿病、高脂血症與高血壓。其他較不常見造成肝硬化的原因還有自體免疫性肝炎、原發性膽汁性肝硬化、血色沉著病、藥物影響與膽結石。病理上，肝硬化的病人的肝臟組織會被疤痕組織取代而無法正常工作，造成肝功能的喪失。肝硬化的診斷需要抽血檢驗、影像學檢查或肝臟切片檢查。
部分肝硬化病因如B型肝炎等，可以靠疫苗接種預防。肝硬化的治療依其原因而不同，但其治療目標大多是減緩疾病惡化的速度，並減少併發症的發生。一般會建議肝硬化病人戒酒，而B型肝炎和C型肝炎患者可能能接受抗病毒藥物治療。自體免疫性肝炎可以用類固醇治療。膽烷酸可能對膽管阻塞造成的肝硬化有幫助。藥物治療也對肝硬化的常見併發症有幫助，如水腫、肝腦病變、食道靜脈曲張等。嚴重的肝硬化病人可能可以接受肝臟移植。
肝硬化每年造成的死亡人數，自1990年的80萬人攀升到2013年的120萬人，120萬人當中有38.4萬人是由於酒精造成、35.8萬人是由於患有C型肝炎，而B型肝炎則造成了31.7萬人喪生。在美國患有肝硬化的男性多於女性。最早關於肝硬化的可考證記載，是由希波克拉底於前5世紀所描述。

## 症状
- 食欲减退、恶心、呕吐；面容消瘦、憔悴，病情严重者，面部颜色变黑，嘴唇呈黑紫色，眼角有色素聚集，临床上称之为肝病面容。
- 体重下降、疲倦乏力；由肝功能不全、各种代谢障碍，尤其是蛋白质合成不足所致。
- 上腹或肝区疼痛、腹泻、腹胀。
- 肝功能减退，影响凝血因子合成，导致牙龈、鼻腔及皮肤出血等；由于凝血因子合成障碍及脾功能亢进，皮肤黏膜可有瘀点。
- 皮肤可有小血管扩张形成的血管痣，因形似蜘蛛而被称为蜘蛛痣（英语：Spider angioma）；手掌大小鱼际处常发红，加压可褪色，称之为肝掌；有的有轻度黄疸；
- 肝脏增大，质地变硬，有触痛或叩痛；晚期因肝脏硬变萎缩而不易触及；脾脏一般也出现肿大、质硬。
- 由於肝功能失調，導致肝门静脉高压，流入肝臟的血流阻力增加，可出现腹壁静脉曲张，静脉流向脐上或脐下。
- 晚期可以出现腹水，有时伴有胸水。
- 肝性腦病：是肝功能衰竭末期的表现，重者处于昏迷状态。

## 外部連結
- 肝硬化生物诊疗
- Cirrhosis of the Liver at the National Digestive Diseases Information Clearinghouse (NDDIC). NIH Publication No. 04-1134, December 2003.
- Leberzirrhose （页面存档备份，存于） Netdoktor, von Mareike Müller, September 2014
- Cirrhosis （页面存档备份，存于） at the National Institute of Diabetes and Digestive and Kidney Diseases (NIDDK), April 2014.